# Hydroptila thaphena
Hydroptila thaphena är en nattsländeart som beskrevs av Olah 1989. Hydroptila thaphena ingår i släktet Hydroptila och familjen smånattsländor. Inga underarter finns listade i Catalogue of Life.